# Bergvattensjön (Åsele socken, Lappland, 711224-158419)
Bergvattensjön är en sjö i Åsele kommun i Lappland och ingår i Ångermanälvens huvudavrinningsområde. Sjön har en area på 0,116 kvadratkilometer och ligger 324,4 meter över havet.

## Delavrinningsområde
Bergvattensjön ingår i det delavrinningsområde (711243-158399) som SMHI kallar för Utloppet av Bergvattensjön. Medelhöjden är 345 meter över havet och ytan är 0,61 kvadratkilometer. Räknas de 5 avrinningsområdena uppströms in blir den ackumulerade arean 9,68 kvadratkilometer. Vattendraget som avvattnar avrinningsområdet har biflödesordning 3, vilket innebär att vattnet flödar genom totalt 3 vattendrag innan det når havet efter 211 kilometer. Avrinningsområdet består mestadels av skog (71 procent). Avrinningsområdet har 0,12 kvadratkilometer vattenytor vilket ger det en sjöprocent på 18,9 procent.